# Pierre Gaudermen
Pierre Gustave Gaudermen (ur. 20 października 1882 w Paryżu, zm. 18 grudnia 1948 tamże) – francuski żeglarz, olimpijczyk.
Na regatach rozegranych podczas Letnich Igrzysk Olimpijskich 1936 wystąpił w klasie 8 metrów zajmując 9 pozycję. Załogę jachtu EA II tworzyli również Charles Gaulthier, Ernest Granier, Henri Bachet, Rémi Schelcher i Pierre Arbaut.